# Microstilba
Microstilba is een geslacht van vliesvleugelige insecten van de familie Figitidae.

## Soorten
- M. bidentata Forster, 1869
- M. heterogena (Giraud, 1860)
- M. punctulata (Belizin, 1966)
- M. striolata Kieffer, 1901
- M. tibialis Kieffer, 1901